# F.J. Rio
F.J. Rio is een Amerikaans acteur. 

## Carrière
Rio begon zijn carrière in 1994 en werd toen vooral bekend met zijn rol in Beverly Hills, 90210 als Alex Diaz. Hierna speelde hij in meer televisieseries en films zoals Star Trek: Deep Space Nine, Boston Public, Prison Break en The Shield. In de serie Star Trek was Rio hierin de eerste die een Spaanstalige rol had.

## Filmografie

### Films
- 2007 Falling – als Jordan
- 2002 King Rikki – als Honcho
- 1996 Project ALF – als S.P.

### Televisieseries
Uitgezonderd eenmalige gastrollen.
- 2012 Southland - als rechercheur Larry Schuman - 2 afl.
- 2007 – 2008 The Shield – als Cruz Pezuela – 14 afl.
- 2007 – 2008 Prison Break – als Augusto – 3 afl.
- 2002 Boston Public – als Carl – 2 afl.
- 1995 – 1996 Star Trek: Deep Space Nine – als Muñiz – 3 afl.
- 1994 – 1995 Beverly Hills, 90210 – als Alex Diaz – 5 afl.